# مدیریت هاروست
مدیریت هاروست (انگلیسی: Harvest Management) شرکت مدیریت دارایی چینی است، که در سال ۱۹۹۹ تأسیس شد.